# Juventius
Juventius (Kr. e. 2. század) római komédiaköltő
Terentius korában élt, mást nem tudunk róla. A fabula palliata műfajában alkotott, munkái egy-két töredék kivételével elvesztek.